# Kravařský skot
Kravařský skot bylo plemeno hovězího dobytka, vyšlechtěné v 19. století v Kuníně křížením skotu bernského, zillerthalského a simmentálského, a posléze hojně chované v oblasti Kravařska.

## Popis plemene
Kravařské plemeno mělo tyto znaky:

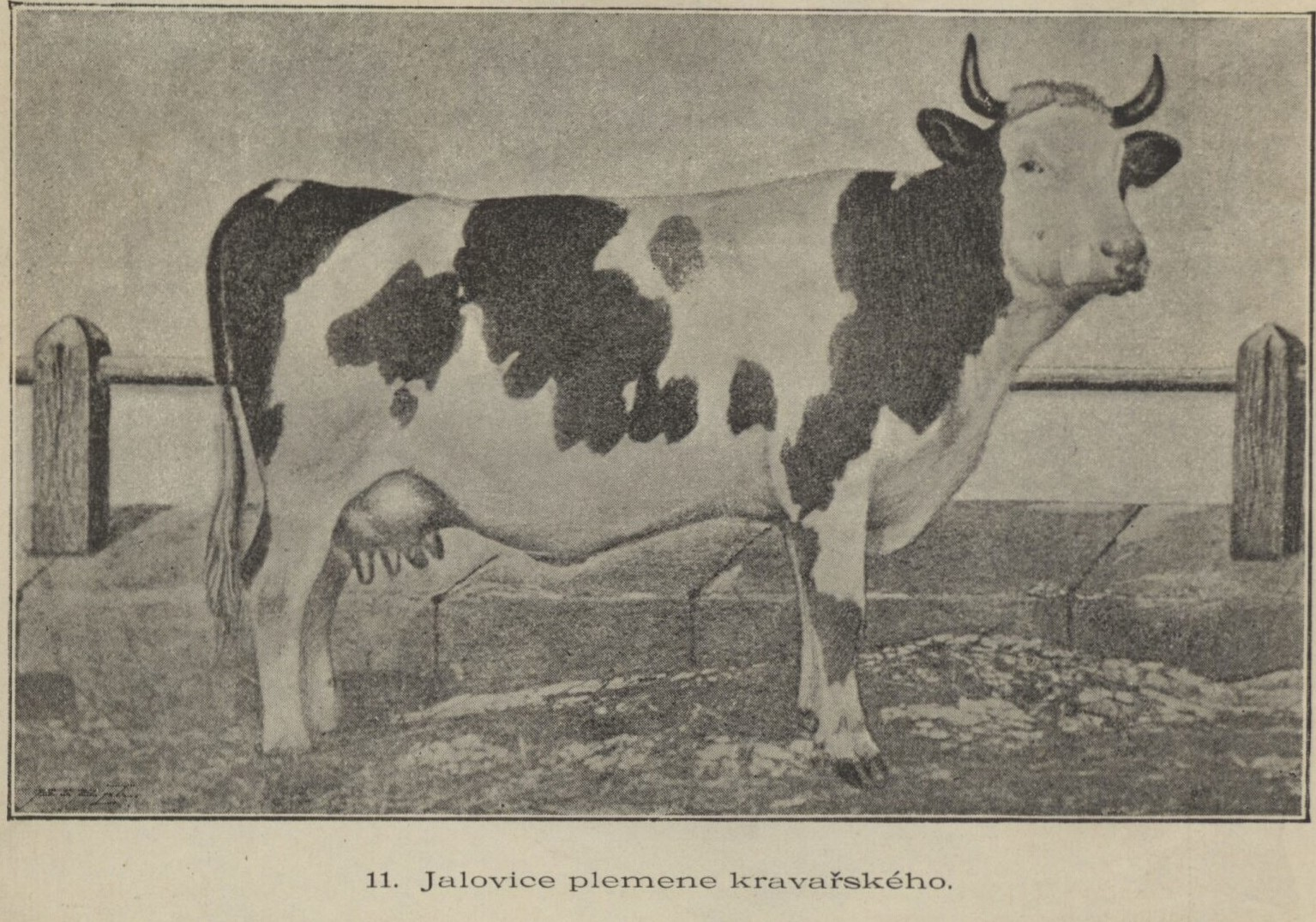
Jalovice kravařského plemene

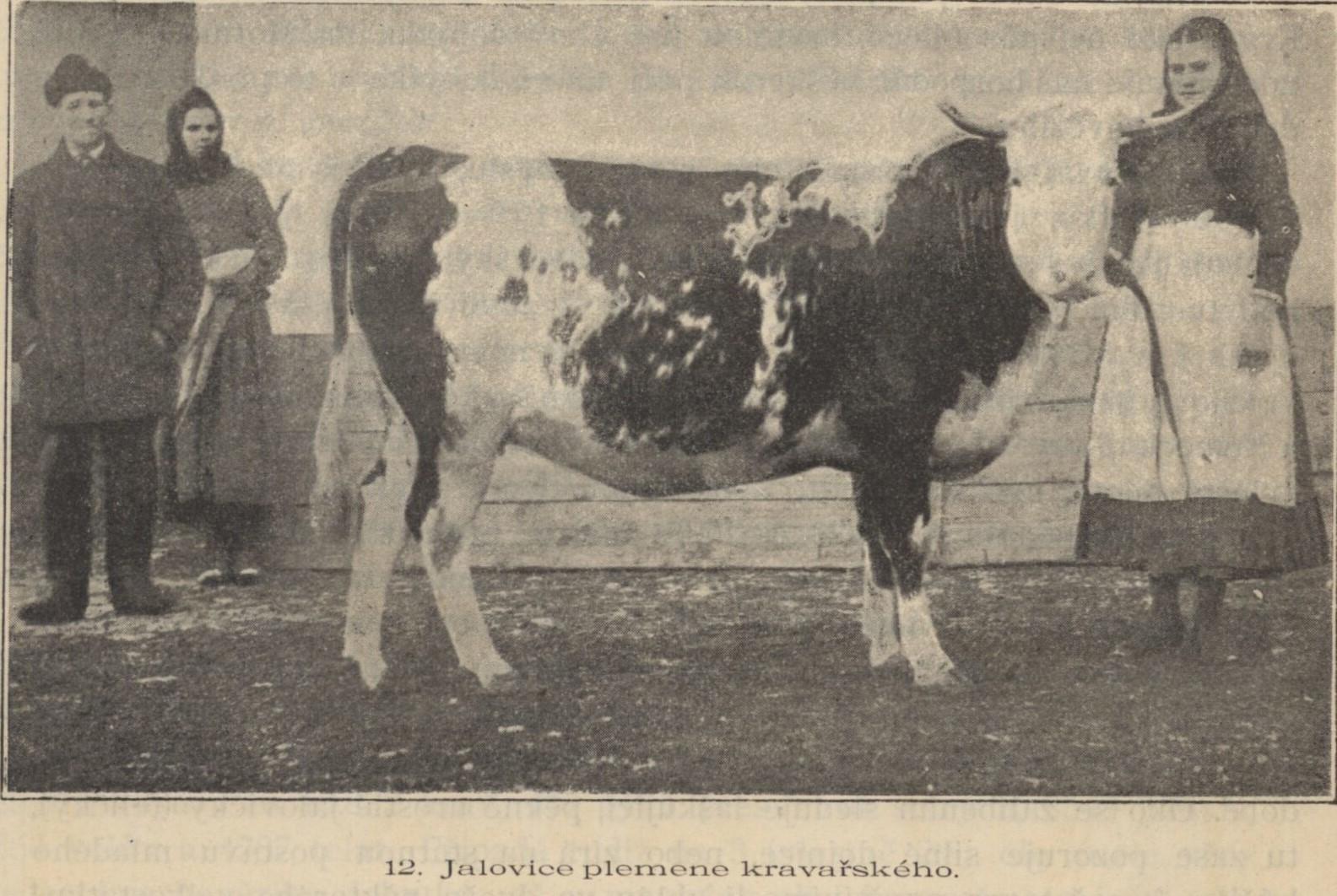
Jalovice kravařského plemene 2

Hlava byla poměrně široká nad očima, pod rohy úzká, v obličejových částech krátká. Kratší a úzká hlava byla hlavním znakem při rozpoznávání kravařského plemena od plemena bernského, protože ostatní stavba těla byla podobná.
Rohy byly čistě bílé, válcovité, postavené stranou. Na špicích byly zahnuty mírně vzhůru a napřed. Barva špic byla rohovitá, ale vyskytovaly se i tmavé nebo černé.
Tlama byla růžová jako maso, beze skvrn.
Krk byl krátký a široký, lalok byl prostřední velikosti.
Trup byl krátký, jakoby stlačený. Předek těla byl široký, plece dobře postavené a těsné přiléhající. Břicho nemělo viset dolů. Zadek byl široky s krásně vyvinutými svaly na nohou. Vemeno bylo středně velké, mléčné žíly plné a velmi znatelné. Paznehty byly rohové barvy. Ocas byl u kořene často vyvýšený a hřbet mírně prohnutý. Kůže byla tlustá, měkká a tvořila záhyby. Srst byla na těle jemná jako hedvábí, na hlavě zvláště u býků kudrnatá, na dlouhém chvostu ocasním vlnitá. Pokud byl dobytek dobře ošetřován, nabývala srst krásného lesku.
Plemeno mělo červeno-bíle straky, kde bílá barva převládala obyčejně na hlavě, laloku, hřbetě, břiše a na nohách, kdežto po bocích těla byly široké pásy nebo skvrny spolu všelijak souvislé barvy kaštanově červené. Uši byly vždy barvy červené, někdy byly kolem očí kulaté červené skvrny, zvané brejle. Skvrny bílé a červené byly rozloženy rozložené i jinde po těle, avšak kupci vždy vyhledávali čistě bílou hlavu a červené uši.
Velikost krav byla 1,3 m, u býků pak 1,4 m; živá váha byla kolem 400 – 600 kg.

## Ocenění
V roce 1873 bylo plemeno vyznamenáno první cenou na světové výstavě ve Vídni .